# Complejo industrial-tecnológico
La expresión complejo industrial-tecnológico describe la relación entre la industria tecnológica de un país y su influencia en la concentración de la riqueza, la censura o manipulación de algoritmos para impulsar una agenda, la difusión de información errónea y desinformación a través de las redes sociales y la inteligencia artificial (IA), y las políticas públicas. La expresión se utiliza para describir a los gigantes tecnológicos, Silicon Valley y las empresas de TI más grandes del mundo. El término está relacionado con el complejo militar-industrial y se ha utilizado para describir a las Fuerzas Armadas de los Estados Unidos y su adopción de sistemas de armas basados en IA. La expresión se popularizó tras una advertencia sobre los efectos perjudiciales de la relación, en el discurso de despedida del presidente estadounidense Joe Biden el 15 de enero de 2025.

## Etimología

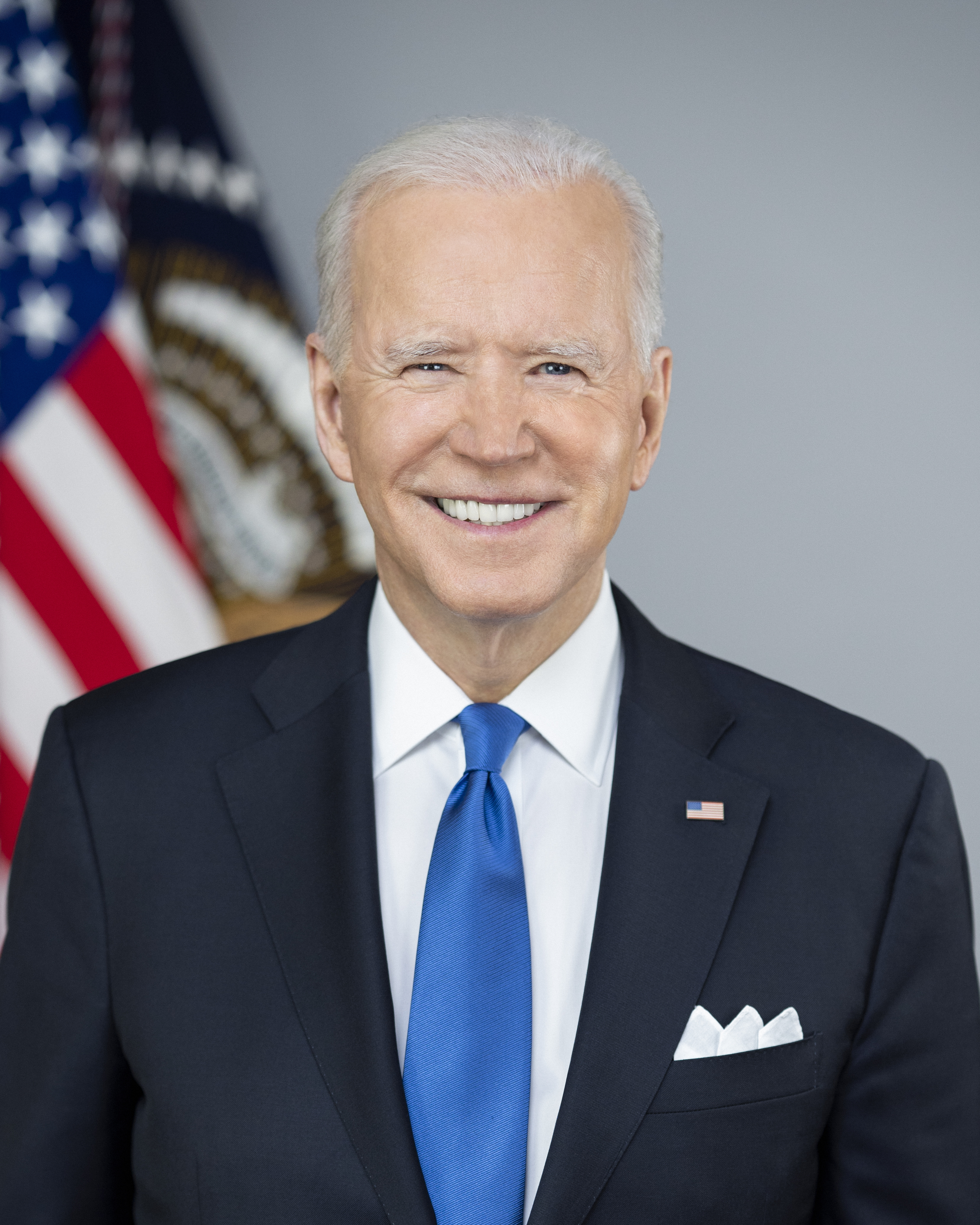
En su discurso de despedida, el presidente de los Estados Unidos, Joe Biden, advirtió a los ciudadanos estadounidenses sobre el «complejo industrial-tecnológico».

El presidente estadounidense Joe Biden utilizó el término en su discurso de despedida a la nación el 15 de enero de 2025:

Today, an oligarchy is taking shape in America of extreme wealth, power, and influence that literally threatens our entire democracy, our basic rights and freedoms, and a fair shot for everyone to get ahead...
We see the consequences all across America. And we've seen it before, more than a century ago. But the American people stood up to the robber barons back then and busted the trusts.
It’s also clear that American leadership in technology is unparalleled — an unparalleled source of innovation that can transform lives. We see the same dangers of the concentration of technology, power, and wealth.
You know, his farewell address, President Eisenhower spoke of the dangers of the military-industrial complex. He warned us then about, and I quote, "the potential for the disastrous rise of misplaced power," end of quote.
Six decades later, I'm equally concerned about the potential rise of a tech-industrial complex that could pose real dangers for our country as well.
Americans are being buried under an avalanche of misinformation and disinformation enabling the abuse of power. The free press is crumbling. Editors are disappearing. Social media is giving up on fact-checking. The truth is smothered by lies told for power and for profit.
We must hold the social platforms accountable to protect our children, our families, and our very democracy from the abuse of power.
Meanwhile, artificial intelligence is the most consequential technology of our time — perhaps of all time. Nothing offers more profound possibilities and risks for our economy and our security, our society, for humanity.
Hoy en día, en Estados Unidos está tomando forma una oligarquía de extrema riqueza, poder e influencia que literalmente amenaza nuestra democracia entera, nuestros derechos y libertades básicos y la posibilidad justa de que todos salgan adelante...

Vemos las consecuencias en todo Estados Unidos. Y lo hemos visto antes, hace más de un siglo. Pero el pueblo estadounidense se enfrentó a los barones ladrones de entonces y destruyó los monopolios.
También está claro que el liderazgo estadounidense en tecnología no tiene paralelo: es una fuente incomparable de innovación que puede transformar vidas. Vemos los mismos peligros de la concentración de tecnología, poder y riqueza.
Saben, en su discurso de despedida, el presidente Eisenhower habló de los peligros del complejo industrial-militar. En ese momento nos advirtió sobre el «potencial aumento desastroso del poder mal asignado», y cito textualmente.
Seis décadas después, estoy igualmente preocupado por el posible aumento de un complejo tecnológico-industrial que también podría plantear peligros reales para nuestro país.
Los estadounidenses están siendo sepultados bajo una avalancha de información errónea y desinformación que permite el abuso de poder. La prensa libre se está desmoronando. Los editores están desapareciendo. Las redes sociales están renunciando a la verificación de hechos. La verdad está sofocada por mentiras que se dicen para obtener poder y ganancias.
Debemos exigir a las plataformas sociales que rindan cuentas para proteger a nuestros hijos, nuestras familias y nuestra propia democracia del abuso de poder.

Mientras tanto, la inteligencia artificial es la tecnología más importante de nuestro tiempo, tal vez de todos los tiempos. Nada ofrece posibilidades y riesgos más profundos para nuestra economía y nuestra seguridad, nuestra sociedad, para la humanidad. [énfasis añadido]

## Análisis
El término se utilizó por primera vez en el discurso de despedida del presidente estadounidense Joe Biden, y aludía a la advertencia del presidente Eisenhower sobre el complejo industrial-militar y a lo que Politico describió como «un eco del lenguaje de Roosevelt al hacer un llamado a los "barones ladrones" de una nueva Gilded Age distópica». Desde que Elon Musk compró Twitter (renombrándolo X), ha habido acusaciones generalizadas de que la empresa de redes sociales ha estado manipulando su algoritmo para promover contenido de derecha y suprimir contenido de izquierda. Un asistente de Biden dudó cuando se le preguntó si Biden se refería a Elon Musk, pero dijo que el multimillonario «ciertamente era un ejemplo de ello». Los comentarios se produjeron en medio de grandes donaciones financieras por parte de líderes tecnológicos para la segunda toma de posesión presidencial de Donald Trump y por tomar acciones consideradas como deferentes hacia el presidente electo. También se produjo en medio de un aumento de los precios de las acciones de «Los siete magníficos», siete empresas tecnológicas cuyo valor combinado aumentó un 46% en 2024, superando ampliamente el índice de acciones S&P 500. Otros líderes tecnológicos descritos como parte del complejo industrial-tecnológico incluyen a Mark Zuckerberg, Jeff Bezos, Satya Nadella, Sundar Pichai, Shou Zi Chew, Tim Cook y Vivek Ramaswamy.